# Rysskårel
Rysskårel (Erysimum repandum) är en korsblommig växtart som beskrevs av Carl von Linné. Enligt Catalogue of Life ingår Rysskårel i släktet kårlar och familjen korsblommiga växter, men enligt Dyntaxa är tillhörigheten istället släktet kårlar och familjen korsblommiga växter. Arten förekommer tillfälligt i Sverige, men reproducerar sig inte. Inga underarter finns listade i Catalogue of Life.